# Великий Куяш
Великий Куяш (рос. Большой Куяш) — село у Кунашацькому районі Челябінської області Російської Федерації.
Входить до складу муніципального утворення Куяшське сільське поселення. Населення становить 1046 осіб (2010).

## Історія
Від 1930 року належить до Кунашацького району, спочатку в складі Башкирської АРСР, а відтак Челябінської області.
Згідно із законом від 12 листопада 2004 року органом місцевого самоврядування є Куяшське сільське поселення.

## Населення
| 2002 | 2010  |
| ---- | ----- |
| 1288 | ↘1046 |